# Dempo
Dempo är en 3 173 meter hög stratovulkan i provinsen Sumatera Selatan på ön Sumatra, Indonesien. Vid toppen finns sju kratrar, och nordväst om dem en 400 meter lång kratersjö.